# Fidel Fita
Fidel Fita Colomé (Arenys de Mar, 31 de diciembre de 1835-Madrid, 13 de enero de 1918) fue un epigrafista, arqueólogo, filólogo e historiador español, miembro de la Compañía de Jesús.

## Biografía
Nació en Arenys de Mar el 31 de diciembre de 1835. Hijo de un matrimonio de la pujante burguesía catalana, formado por Félix Fita Roura y Antonia Colomé Esparragó, a los diez años marchó a Barcelona, donde inició estudios de Gramática. Dos años más tarde, en 1850, ingresó en la Compañía de Jesús en la casa de Aire-sur-l'Adour (Francia). Después de estudiar en otros centros de la orden, como el de Nivelles, en Bélgica, donde se formó en Retórica, se trasladó a Loyola en 1853 como profesor de Humanidades y Griego. Entre 1854 y 1856 estuvo exiliado en Laval (Francia); regresó al año siguiente y en 1857 fue destinado al colegio de Carrión de los Condes (Palencia) como profesor de Latín y Francés. 
Entre 1860 y 1866 residió en León donde cursó Teología y empezó sus investigaciones históricas, arqueológicas y epigráficas. Fue nombrado vicepresidente de la Comisión de Monumentos de León; como tal conoció al ingeniero Eduardo Saavedra, con quien mantuvo una duradera amistad fundada en sus comunes aficiones y publicaciones. Sus primeros trabajos sobre inscripciones leonesas se publicaron en El Eco de León y él mismo recorrió la zona buscando vestigios de la presencia romana y realizando excavaciones arqueológicas en La Milla del Río, únicas en las que él intervino, que publicó en Epigrafía romana de la ciudad de León, con un prólogo y una noticia sobre las antigüedades de La Milla del Río de D. Eduardo Saavedra, León, 1866. 
Entre 1866 y 1867 Fita fue trasladado a Cataluña por la Compañía de Jesús, pero tuvo que exiliarse de nuevo en Francia en 1868, de la que no regresaría hasta 1870, y, tras residir en diversos lugares, fijó su residencia en Bañolas (Gerona). En esta etapa realizó estudios sobre la historia de Cataluña y las inscripciones epigráficas de Gerona, en especial  las hebreas. También por estas fechas mantuvo correspondencia con Juan de Dios de la Rada, que estudiaba las esculturas halladas en el Cerro de los Santos (Albacete) y le consultó sobre la lengua y la grafía que presentaban algunas de ellas –en buena parte falsas– por si se trataba de inscripciones hebreas. 
Pero las ambiciones lingüísticas de Fita iban más allá: partidario de la corriente del vasco-iberismo defendida por Wilhelm von Humboldt y, quizá influenciado por Jacobo Zóbel y Zangróniz se preocupó también por las inscripciones prerromanas y fue el primero en publicar el bronce de Luzaga (Hübner MLI XXXV) sobre cuya transcripción consultaría a Zóbel. También mantuvo correspondencia sobre el mismo con el filólogo Víctor Stempf (1841-1909), editor de una traducción de las Linguae Vasconum Primitiae de Bernart Etxepare (Bernat Dechepare) (1545); también realizó un trabajo pionero sobre la lengua celtibérica titulado Restos de la declinación céltica y celtibérica en algunas lápidas españolas (Madrid 1878). No se interesó, sin embargo, por los testimonios de la lengua y escritura griegas en la península ibérica.
En 1877 fue elegido académico de número de la Real Academia de la Historia y se trasladó definitivamente a Madrid, donde vivió más de treinta años entregado a una ingente labor científica, tomando parte en diversos proyectos como las Comisiones de La España Sagrada, la de Antigüedades o el Diccionario Geográfico. Pero donde mejor se refleja su producción científica es en el Boletín de la Academia, en el que publicaría en torno a setecientos artículos, de los cuales casi un tercio tratan sobre epigrafía, y del que sería nombrado director en 1883. Amistó con aristócratas como el marqués de Monsalud, gran aficionado a las antigüedades, arqueólogos como Jorge Bonsor, ingenieros como Horace Sandars, pero sobre todo con Emil Hübner que en aquellos momentos había publicado ya el volumen II del Corpus Inscriptionum Latinarum (1869) así como las Inscriptiones Hispaniae Christianae (1871) y, en vista de todos los nuevos descubrimientos, se veía en la necesidad de publicar un suplemento a CIL II. Si Aureliano Fernández-Guerra había sido el gran informador de Hübner en el primer volumen, se puede decir que Fita ocupó su lugar en el Supplementum y en las posteriores addenda a los volúmenes, que se publicaron en Ephemeris Epigraphica (EE). En 1912, a la muerte de Marcelino Menéndez Pelayo, fue nombrado director de la Real Academia de la Historia, cargo que ocuparía hasta su fallecimiento seis años después.
Aunque desarrolló investigaciones sobre diversas materias (historia de la Iglesia, historia medieval, paleografía y diplomática), Fidel Fita fue sobre todo un epigrafista con especial dedicación a las inscripciones latinas; su obra al respecto es inmensa y comprende las inscripciones de la mayoría de las provincias españolas. Pero también desde su puesto en la Real Academia de la Historia, pues apenas emprendió viajes sino en contadas ocasiones para la verificación y comprobación de los datos que le llegaban, lo que perjudicó con relativa frecuencia la edición de los textos y dañó la investigación, ya que debido a su prestigio y autoridad sus propuestas normalmente no se pusieron en tela de juicio. Por eso poseen más rigor sus trabajos sobre Madrid y su provincia, ya que en esa esfera se dieron los escasos viajes por él realizados. Fue a Alcalá de Henares en 1880 y describió algunos epígrafes complutenses denunciando su estado de abandono y el desinterés al cual estaban sometidos. También fue a ver una estela descubierta en Arganda del Rey y la publicó en el Boletín en 1891. 
El sacerdote liberal José Ferrándiz y Ruiz, que apreciaba su gran valía intelectual y su honda cultura, le reprochó sin embargo su sometimiento a la Compañía, hasta el punto de sacrificar en ocasiones la verdad científica de algunas de sus investigaciones a la mera conveniencia y los dictados de sus superiores:

Yo recuerdo que cuando un arzobispo de Santiago vanidoso y mal aconsejado, el sr. Payá y Rico, creyó cubrirse de gloria con el falso descubrimiento del cuerpo de Santiago en Compostela, Fita, por orden de la Compañía y en complicidad de Aureliano Fernández Guerra, dirigió toda la comedia, sobre la que escribió un libro ingenioso, ¡ah!, sí, lleno de erudición embrollona y mételo todo a barato, pero más falso que el alma de Judas y refutado por muchos, reído y puesto en solfa en el extranjero. Aquí, la parte musical, referente a un antiguo himno de Santiago que se decía que cantaban los peregrinos alemanes, y cuya música tradujo arbitrariamente a la notación moderna un tal Flores Laguna, la refutó, palmeta en mano, el zarzuelista Barbieri con su inimitable gracia. ¡Pobre Fita! ¡Qué palizón!
José Ferrándiz, Sotanas conocidas, 1913, p. 57.

Y sigue: "lo mandaban a lo suyo, a falsificar historia, a sustraer documentos que a los jesuitas estorban; a contrahacer o fingir otros, a laborar en la construcción del San Ignacio de Loyola que la Compañía se emperra en hacernos tragar y, de paso, influir en la academia, atisbar, hacer obra jesuita".
En política fue integrista y colaborador del diario El Siglo Futuro. También colaboró en publicaciones como El Mensajero del Corazón de Jesús, La Academia, Museo Español de Antigüedades y en la Revista Histórica.
Falleció el 13 de enero de 1918.

## Obras
- Epigrafía romana de la ciudad de León (1866)
- Tablettes historiques de la Haute-Loire (1870)
- La Santa Cueva de Manresa (1872)
- Los reys d'Aragó y la Seu de Girona (1873)

## Órdenes y empleos

### Órdenes

#### Reino de España
- Caballero Gran cruz de la Orden Civil de Alfonso XII.[7]

#### Extranjeras
- Caballero Gran Cruz de la Orden de Nuestra Señora de la Concepción de Villaviciosa. (Reino de Portugal)[7]

### Empleos
- Real Academia de la Historia
  - 1878 - 13 de enero de 1918:: Académico de número[7]
  - 28 de mayo de 1912-13 de diciembre de 1912: Director interino[7]
  - 13 de diciembre de 1912-13 de enero de 1918: Director[7]
- Académico de la Real Academia Española.[7]
- Académico correspondiente de la Real Academia de Bellas Artes de San Fernando.[7]
- Ostentaba otras pertenencias académicas como:

Socio ordinario del Instituto Arqueológico de Berlín; Correspondiente de la Academia Cearense y de Hippona de Bona (Argelia); Honorario de la Sociedad Históricojudaica Americana de Filadelfia y de la Academia Pontificia Tiherina de Roma; del Instituto Conimbrense; de la Academia de Santo Tomás de Aquino de Barcelona; de las Arqueológicas de Tarragona y Ebusitana; de la de San Carlos de Valencia.